# Max Wüllner
Max Henrik Wüllner (* 15. Juni 2001) ist ein deutscher Basketballspieler.

## Werdegang
Nach Einsätzen für die BG 74 Göttingen und den ASC Göttingen stieß Wüllner 2021 zunächst als Trainingsspieler zum Aufgebot des Bundesligisten BG Göttingen. Im Laufe der Saison 2021/22 kam er erstmals in der Basketball-Bundesliga zum Einsatz. 2024 schied er aus dem Göttinger Bundesliga-Aufgebot aus und spielte fortan wieder für den Regionalligisten ASC Göttingen.